# Metarminoidea
Metarminoidea es una superfamilia taxonómica provisional de babosas marinas de colores, nudibranquios eólidos, moluscos gasterópodos opistobranquios marinos en el clado Nudibranchia.
Desafortunadamente, este nombre no está disponible como superfamilia porque no se basa en un género. Se utiliza aquí porque, a partir de febrero de 2015, aún no se ha propuesto ningún nombre de reemplazo.

## Descripción
Los nudibranquios de esta superfamilia comparten con los Aeolidida la posesión de cerata dorsal. A diferencia de los ceratas de los eólidos, no tienen glándulas digestivas o tienen intrusiones de glándulas digestivas cortas en los ceratas y no tienen cnidosacos. En Goniaeolididae, la glándula digestiva está ramificada debajo de la piel pero no se extiende hacia los cerata. Los cerata se desechan fácilmente y probablemente tengan un propósito defensivo. En los Proctonotidae, los ceratas tienen un núcleo con extensiones de la glándula digestiva que termina en la mitad de los ceras en algunas especies y se extiende hasta la punta en otras. El ano puede estar en el lado derecho del cuerpo (como en los eólidos ) o en el medio de la espalda hacia el extremo de la cola (como en los dorids).